# Adkontekst
Adkontekst – napędzana danymi sieć reklamy kontekstowej i behawioralnej emitowana na serwisach partnerskich. Zasięg sieci wynosi 97% wg Gemius Megapanel PBI, maj 2015. Sieć zarządzana jest przez Netsprint S.A. Sieć Adkontekst zrzesza m.in. serwisy: Wirtualna Polska, Polska Press Grupa, Media Impact Polska, Gazeta.pl, Edipresse, Interia, rp.pl i dociera do ponad 24 mln użytkowników.
Adkontekst powstał w 2005 roku na bazie wspólnych doświadczeń Netsprint.pl i Wirtualna Polska w obszarach wyszukiwania informacji oraz zarządzania i emisji reklam kontekstowych. Był zaawansowanym technologicznie systemem umożliwiającym wyświetlanie na stronach serwisów partnerskich reklam kontekstowo dopasowanych do treści danej strony oraz charakteru całego serwisu.

## Formy emisji
Reklamy mogą być emitowane:
- w formie graficznej: Adkontekst Banner, Adkontekst eCommerce
- w formie graficzno-tekstowej: Adkontekst Exclusive, Adkontekst Image
- w formie tekstowej: Adkontekst Text
- śródtekstowo – reklama wyświetla się po najechaniu internauty na wyróżnione przez system słowo w tekście (Adkontekst Intertext)

## Targetowanie reklam
Z reklamą można docierać poprzez:
- targetowanie demograficzne (wiek, płeć)
- targetowanie na zawody
- targetowanie na zainteresowania
- targetowanie na intencje zakupowe
- targetowanie geograficzne (województwa, miasta)
- targetowanie kontekstowe
- targetowanie na kategorie tematyczne
- targetowanie na wybrane witryny
- targetowanie na urządzenia mobilne
- retargeting